# Новомещерово
Новомеще́рово (рос. Новомещерово, башк. Яңы Мишәр) — присілок у складі Мечетлінського району Башкортостану, Росія. Адміністративний центр Новомещеровської сільської ради.
Населення — 526 осіб (2010; 481 в 2002).
Національний склад:
- башкири — 99 %